# Copa Mundial Junior de Hockey Masculino de 2025
La Copa Mundial Junior de Hockey Masculino  de 2025 será la decimocuarta edición del torneo. Se llevará a cabo en las ciudades de Chennai y Madurai, ambas en el estado indio de Tamil Nadu, del 28 de noviembre al 10 de diciembre de 2025. Participaran por primera vez 24 selecciones nacionales. 
Esta será la cuarta vez que la India organizará la Copa Mundial Junior, tras las ediciones de 2013, 2016 y 2021. 

## Clasificación
Además de India, clasificada automáticamemente por ser la anfitriona, las otras 23 selecciones participantes lograron su plaza a través de sus torneos continentales.
Como sólo dos equipos participaron en la clasificación de Oceanía, la tercera plaza de Oceanía se le concedió a Europa, el continente del siguiente equipo mejor ubicado en el Ranking Mundial Junior.
| Competición                         | Fecha                                    | Sedes    | Plazas | Clasificados                                                    |
| ----------------------------------- | ---------------------------------------- | -------- | ------ | --------------------------------------------------------------- |
| País anfitrión                      |                                          | Chennai  | 1      | India                                                           |
| Campeonato Panamericano Junior 2024 | 3-12 de julio de 2024                    | Surrey   | 3      | Argentina Canadá Chile                                          |
| Campeonato Eurohockey sub-21 2024   | 14-20 de julio de 2024                   | Tarrasa  | 6 7    | España Países Bajos Bélgica Alemania Inglaterra Francia Irlanda |
| Campeonato Eurohockey sub-21 Ⅱ 2024 | 15-20 de julio de 2024                   | Wałcz    | 1      | Austria                                                         |
| Campeonato Eurohockey sub-21 Ⅱ 2024 | 15-20 de julio de 2024                   | Lausana  | 1      | Suiza                                                           |
| Copa Asiática Junior 2024           | 26 de noviembre - 4 de diciembre de 2024 | Mascate  | 6      | Pakistán Japón Malasia Bangladesh China Corea del Sur Tailandia |
| Copa Africana Junior 2024           | 18-25 de abril de 2025                   | Windhoek | 3      | Sudáfrica Namibia Egipto                                        |
| Copa Oceanía Junior 2025            | 30 de enero-2 de febrero de 2025         | Auckland | 3 2    | Australia Nueva Zelanda                                         |

## Sorteo
El sorteo estaba previsto para el 24 de junio de 2025, pero se pospuso. Finalmente, se realizó el 28 de junio en Lausana, Suiza.
La distribución de los bombos fue la siguiente:
| Cabezas de serie                                                                                                 | Bombo 1                                                    | Bombo 2                                            | Bombo 3                                        |
| --- | ---------------------------------------------------------- | -------------------------------------------------- | ---------------------------------------------- |
| Alemania (Grupo A) India (Grupo B) Argentina (Grupo C) España (Grupo D) Países Bajos (Grupo E) Francia (Grupo F) | Bélgica Australia Pakistán Sudáfrica Malasia Nueva Zelanda | Corea del Sur Canadá Egipto Inglaterra Japón Chile | Austria Bangladesh Irlanda Suiza China Namibia |

## Fase de grupos

### Grupo A
| Equipo    | PJ | PG | PE | PP | GF | GC | Pts |
| --------- | -- | -- | -- | -- | -- | -- | --- |
| Alemania  | 0  | 0  | 0  | 0  | 0  | 0  | 0   |
| Sudáfrica | 0  | 0  | 0  | 0  | 0  | 0  | 0   |
| Canadá    | 0  | 0  | 0  | 0  | 0  | 0  | 0   |
| Irlanda   | 0  | 0  | 0  | 0  | 0  | 0  | 0   |

### Grupo B
| Equipo   | PJ | PG | PE | PP | GF | GC | Pts |
| -------- | -- | -- | -- | -- | -- | -- | --- |
| India    | 0  | 0  | 0  | 0  | 0  | 0  | 0   |
| Pakistán | 0  | 0  | 0  | 0  | 0  | 0  | 0   |
| Chile    | 0  | 0  | 0  | 0  | 0  | 0  | 0   |
| Suiza    | 0  | 0  | 0  | 0  | 0  | 0  | 0   |

### Grupo C
| Equipo        | PJ | PG | PE | PP | GF | GC | Pts |
| ------------- | -- | -- | -- | -- | -- | -- | --- |
| Argentina     | 0  | 0  | 0  | 0  | 0  | 0  | 0   |
| Nueva Zelanda | 0  | 0  | 0  | 0  | 0  | 0  | 0   |
| Japón         | 0  | 0  | 0  | 0  | 0  | 0  | 0   |
| China         | 0  | 0  | 0  | 0  | 0  | 0  | 0   |

### Grupo D
| Equipo  | PJ | PG | PE | PP | GF | GC | Pts |
| ------- | -- | -- | -- | -- | -- | -- | --- |
| España  | 0  | 0  | 0  | 0  | 0  | 0  | 0   |
| Bélgica | 0  | 0  | 0  | 0  | 0  | 0  | 0   |
| Egipto  | 0  | 0  | 0  | 0  | 0  | 0  | 0   |
| Namibia | 0  | 0  | 0  | 0  | 0  | 0  | 0   |

### Grupo E
| Equipo       | PJ | PG | PE | PP | GF | GC | Pts |
| ------------ | -- | -- | -- | -- | -- | -- | --- |
| Países Bajos | 0  | 0  | 0  | 0  | 0  | 0  | 0   |
| Malasia      | 0  | 0  | 0  | 0  | 0  | 0  | 0   |
| Inglaterra   | 0  | 0  | 0  | 0  | 0  | 0  | 0   |
| Austria      | 0  | 0  | 0  | 0  | 0  | 0  | 0   |

### Grupo F
| Equipo        | PJ | PG | PE | PP | GF | GC | Pts |
| ------------- | -- | -- | -- | -- | -- | -- | --- |
| Francia       | 0  | 0  | 0  | 0  | 0  | 0  | 0   |
| Australia     | 0  | 0  | 0  | 0  | 0  | 0  | 0   |
| Corea del Sur | 0  | 0  | 0  | 0  | 0  | 0  | 0   |
| Bangladesh    | 0  | 0  | 0  | 0  | 0  | 0  | 0   |